# Válečný komunismus

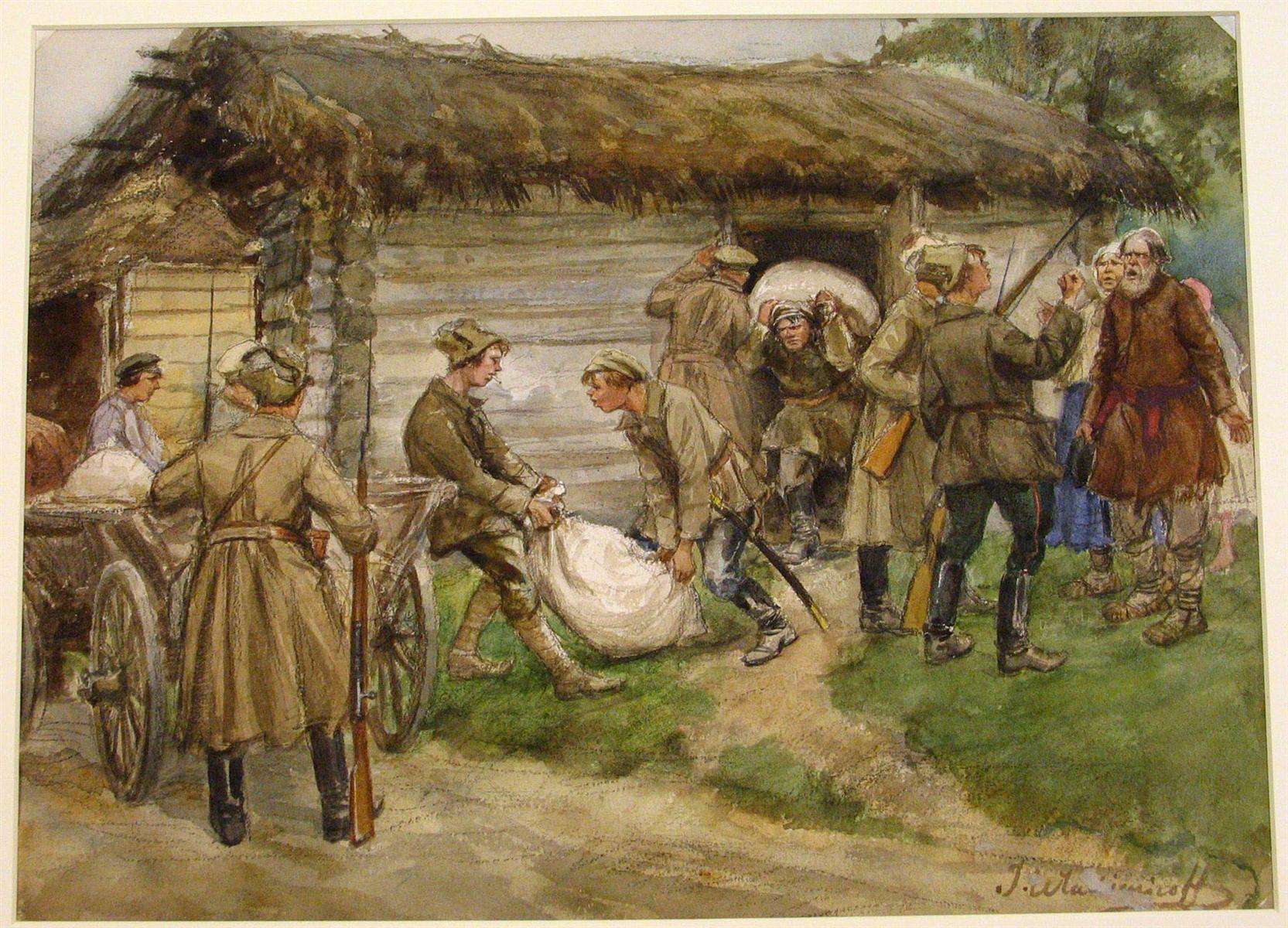
Rekvírování obilí v okolí Pskova, Ivan Vladimirov

Válečný komunismus je název hospodářské politiky bolševiků v letech 1918–1921, v širším smyslu pak označení první etapy bolševické vlády v Rusku do roku 1921. S termínem přišli sami bolševici, když v roce 1921 obrátili svou hospodářskou politiku o sto osmdesát stupňů a začali (v omezené míře) tolerovat soukromé vlastnictví.
V praxi byl válečný komunismus periodou, kdy se plně ukázaly utopické stránky marxistické ideologie – zvláště předpoklad, že zestátnění továren, bank a dílen automaticky přinese blahobyt. Trh a obchod ani přes přísnou státní reglementaci nezanikly, pouze se přesunuly do podzemí – do rukou tzv. „spekulantů“. Na venkově zcela selhala bolševická politika rekvírování obilí, protože rolníci své přebytky schovávali a bouřili se proti svévoli strany. Lenin sice čas od času vyhlašoval „křižácká tažení proti spekulantům s obilím“ či dokonce „potravinovou diktaturu“, ale nic z toho nepomohlo. V roce 1921, kdy se již hospodářství fakticky zhroutilo a v Kronštadtu vypukla vzpoura námořníků, strana vyhlásila Novou ekonomickou politiku, tolerující alespoň maloobchod. Továrny však zůstaly v rukou státu.

## Diktatura proletariátu
Diktatura proletarátu vyznačuje přechodný politický stav mezi kapitalismem a komunismem, kde má dělnická třída (proletariát) politickou moc a využívá ji k odstranění zbytků starého kapitalistického systému a vybudování nové socialistické společnosti. Diktatura proletariátu končí v momentě kdy třída (buržoazie, proletariát) a peníze jsou zřušeny (aufhebung, filozofický termín pocházejíc z G. W. F. Hegela, používáno poté Marxem). Jako důsledek zrušení tříd, je zrušen i stát: v Marxistické teorii je stát instrumentem třídního boje.
Sovietští historici často považují čas Válečného komunismu jako implementaci diktatury proletariátu. Během občanské války získala komunistická strana vliv a stala se tzv. "státem ve státě", v němž převládla centralizace, stranická kontrola a byrokratické rozhodování. To zdůvodnil Lenin, který prohlásil, že "'avantgarda proletariátu' nahradila samotné dělníky". Lenin a další bolševici později zdůvodňovali Válečný komunismus jako "trpkou nutnost války" k porážce "statkářů a kapitalistů", což naznačovalo, že jde o pragmatické přizpůsobení diktatury proletariátu extrémním okolnostem. Zatímco někteří zpočátku považovali Válečný komunismus za přímý pokrokový krok k socialismu, Lenin jej později přeformuloval jako nezbytný pro danou dobu.
Válečný komunismus jako forma proletářské diktatury však měl tvrdou realitu a vnitřní rozpory. Politika válečného komunismu vedla k těžkým hospodářským a sociálním krizím, výroba stále klesala a dělníci nesmírně trpěli, stávali se závislými na státu a stěhovali se na venkov. Zemědělství bylo trvale utlumeno.  Ironií osudu se zdálo, že právě třída dělníků, na níž komunisté spoléhali na svou moc a své naděje, v důsledku války a hospodářské devastace chřadne. To vedlo k oslabení dělnické třídy, která nakonec pocítila, že její zájmy nejsou dostatečně reprezentovány. Diktatura proletariátu měla být sice teoreticky skutečně demokratická, protože by byla podřízena většině ve společnosti, ale v praxi se demokratické formy staly základními kameny diktátorského státu. Uvnitř strany se objevili kritici, například Demokratičtí centralisté a Dělnická opozice, kteří vyjadřovali obavy z rostoucí byrokratizace a nedemokratického chování. Rühle, německý komunistický teoretik, dokonce označil ruskou formu komunismu za "karikaturu", která je "barbarská, sterilní a nesnesitelná".